# Рейд Джеймсона
Рейд (набег) Джеймсона (англ. Jameson Raid) (29 декабря 1895 — 2 января 1896 года) — рейд на Трансваальскую Республику под руководством британского колониального чиновника Линдера Джеймсона родезийских и бечуаналендских полицейских формирований в новогоднюю неделю 1895-96. Его невыполненной целью было вызвать восстание трансваальских ойтландеров. Участники рейда были захвачены в плен и преданы суду. Данные события стали одним из признаков невозможности достижения компромисса между Британской империей и бурскими республиками и стали прологом ко второй англо-бурской войне.

## Предыстория

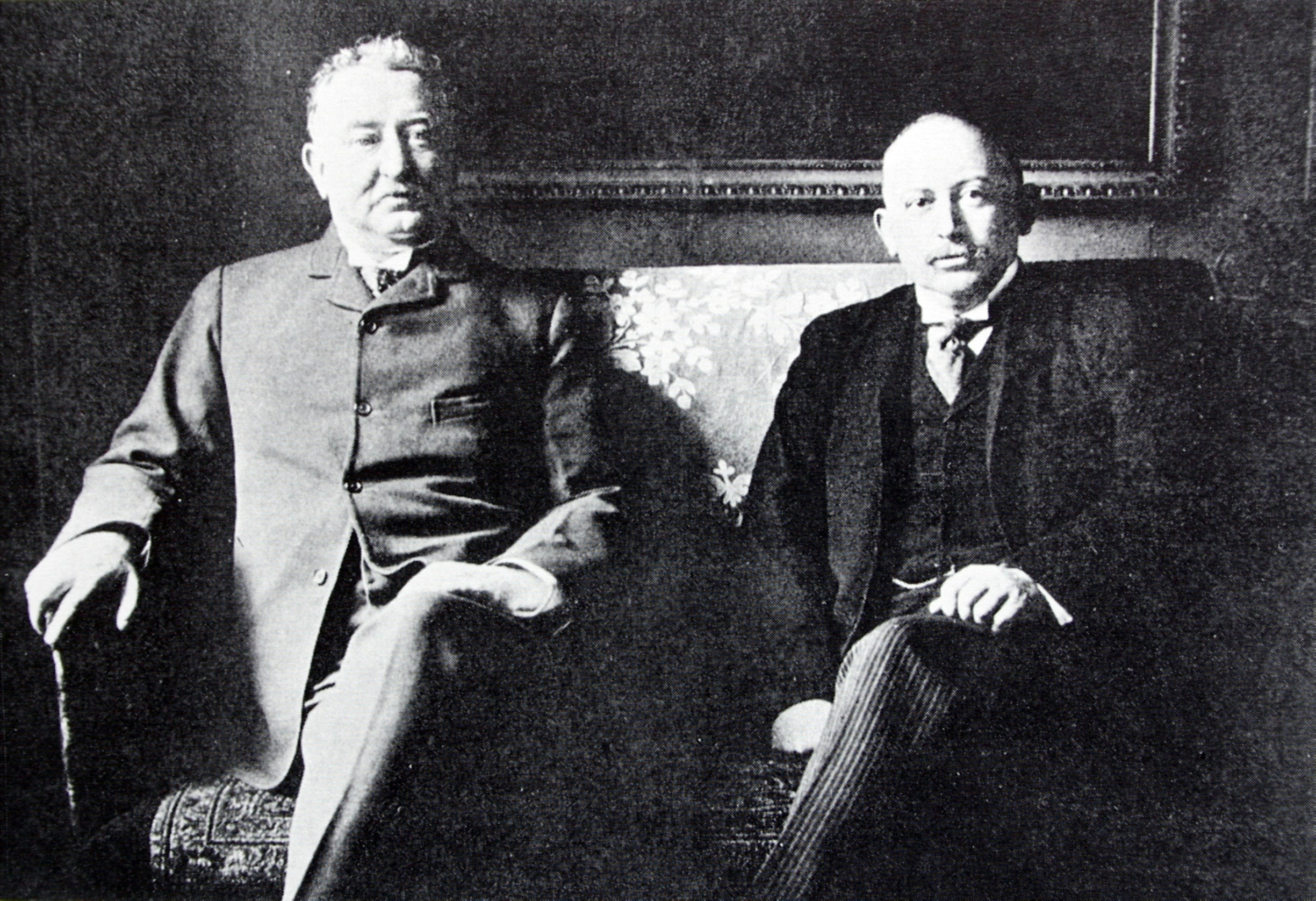
Сесил Родс и Альфред Бейт — инициаторы рейда Джеймсона

### Золотая лихорадка
Специфика золотодобычи на месторождениях Витватерсранда состояла в том, что золото было относительно равномерно распределено в породе. Это, с одной стороны, делало экономическую эффективность добычи предсказуемой, а, с другой стороны, делало собственно добычу трудозатратной и капиталоёмкой. Трансвааль не располагал в достаточном количестве необходимыми технологиями и людскими ресурсами. Это вызвало массовую иммиграцию в Трансвааль со всей Британской империи людей, которых местные жители стали называть ойтландеры.

### Положение ойтландеров
В момент принятия Преторийской конвенции (1881 год) избирательное право в Трансваале предоставлялось после года проживания в стране. В 1882 году ценз пребывания повысили до пяти лет, что соответствовало сроку, принятому в Великобритании и в Соединённых Штатах. Однако в 1890 году наплыв иммигрантов встревожил буров, и избирательное право стали предоставлять прожившим в стране уже четырнадцать лет. Это произошло на фоне разнообразных дискриминаций ойтландеров, из которых наиболее существенными были следующие:
- Обложение высокими налогами — ойтландеры доставляли примерно семь восьмых государственного дохода страны. Годовой доход Трансвааля (составлявший 154 000 фунтов стерлингов в 1886 году, когда были открыты месторождения золота) вырос в 1899 году до четырёх миллионов фунтов стерлингов, и страна стараниями новоприбывших превратилась из беднейшей в самую богатую в мире по доходу на душу населения.
- Отсутствие избирательного права, то есть взимания налога без представительства.
- Отсутствие права голоса при подборе должностных лиц и назначении им заработной платы.
- Отсутствие контроля над образованием. Из общего образовательного бюджета Йоханнесбурга в 63,000 фунтов на школы ойтландеров было выделено только 650.[1][неавторитетный источник]
- Отстранение от участия в городском самоуправлении.
- Диктат в области печати и ограничение права общественных собраний.
- Лишение права выступать в роли присяжных.
- Постоянное наступление на интересы горнопромышленников посредством недобросовестных законов. В частности, правительство Трансвааля ввело различные монополии, осложняющие как производственную деятельность ойтландеров, так и их повседневную жизнь. Монополия на производство динамита, вследствие чего горнорабочим приходилось дополнительно тратить 600,000 фунтов в год и получать динамит худшего качества; законы, регулирующие изготовление, сбыт и потребление спиртных напитков, по которым одной трети кафров позволялось постоянно быть пьяными; некомпетентность и вымогательство государственной железной дороги; предоставление отдельным лицам концессий на многочисленные предметы повседневного спроса, чем поддерживались высокие цены; обложение Йоханнесбурга пошлинами, не дающими городу прибыли.

Ойтландеры, число которых быстро увеличивалось, и которые остро ощущали несправедливость своего положения, предпринимали попытки законодательного решения своих проблем. В мае 1894 года 13 000 ойтландеров обратились в фольксраад с петицией, сформулированной в самых уважительных выражениях. Петиция призывала назначить комиссию для установления заслуг ойтландеров перед государством, а также для определения программы реформ, необходимых не только бедствующим иммигрантам, но и полезной для блага государства в целом. Комиссия была назначена и даже представила некоторые предложения, однако впоследствии раад отверг её выводы и осудил инициаторов петиции.
Эта неудача, однако, не остановила Национальный Союз реформ, объединение, организовавшее выступление, и в апреле 1895 года он снова пошёл в наступление. На сей раз Союз представил петицию, подписанную 35 483 взрослыми ойтландерами-мужчинами, что было больше всего бурского мужского населения страны. Небольшая прогрессивная часть раада поддержала их меморандум и тщетно пыталась добиться какой-то справедливости для новоприбывших, однако шестнадцатью голосами против восьми меморандум был отвергнут. Обоснование отказа состояло в том, что петиция т. н. полных бургеров, содержащая 993 подписи, требовала оставить положение в части гражданских прав прежним.

## Ход событий

### Рейд

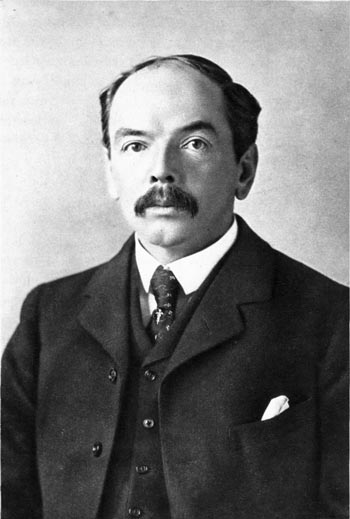
Сэр Линдер Старр Джеймсон

План заговорщиков[кто?] состоял в том, что в определённую ночь население города поднимется, атакует Преторию, захватит форт и использует оружие и боеприпасы для вооружения ойтландеров. Они рассчитывали удерживать Йоханнесбург, пока всеобщее сочувствие их делу, распространившись по всей Южной Африке, не заставит Великобританию вмешаться. Отряд Джеймсона должен был пересечь границу, дойти до Йоханнесбурга и «восстановить порядок», после чего захватить золотые прииски.
Этот план был поддержан премьером Капской колонии Сесилом Родсом, так как он отвечал его желанию объединить Южную Африку под британским правлением. Он позволил своему помощнику, доктору Джеймсону, собрать конную полицию «Чартерд компани», основателем и руководителем которой являлся Родс, чтобы помочь восставшим в Йоханнесбурге.
Силы рейда включали от 500 до 600 человек, из которых 400 было из конной полиции Матабелеланда, остальные были добровольцы. Вооружение включало винтовки, от 8 до 16 пулемётов «Максим» и от 3 до 8 лёгких орудий. В течение некоторого времени Джеймсон ожидал восстания и команды выступать, однако в это же время обострились разногласия внутри Комитета реформ и между Йоханнесбургскими ойтландерскими реформаторами по вопросу формы правления, которая должна была быть принята после восстания. Некоторые из реформистов вступили в контакт с Джеймсоном, информировали его о возникших трудностях и просили повременить с выступлением. В конце концов, Джеймсон и его люди, дезориентированные этими задержками, решили выступать.
Вечером 28 декабря Джеймсон отправил своему брату в Йоханнесбург и Родсу в Кейптаун телеграмму о том, что ночью он начинает. Однако телеграмма была получена Родсом только 29 декабря днём. Родс тут же отправил Джеймсону телеграмму о том, что он ему не даёт приказа начинать действия, однако телеграфный провод у Мафекинга был уже перерезан.
Отряд выступил из Мафекинга и 29 декабря 1895 года пересек границу Трансвааля. К этому моменту планы британцев не были секретом для буров. 31 декабря Джеймсон получил сообщение с приказом отступать. Рейдеры вошли в Крюгерсдорп, обнаружив его занятым бурским коммандо под командованием Пита Кронье. 2 января буры окружили их на пересечённой местности под Дорнкопом. Потеряв 18 человек убитыми и 40 ранеными, оставшись без продовольствия, с истощёнными лошадьми, они были вынуждены сложить оружие. В столкновении буры потеряли 5 человек убитыми и 4 раненными.

### Суд
Непосредственно к участникам набега президент Крюгер проявил великодушие, поскольку это необдуманное вторжение сделало его дело правым и завоевало для него сочувствие всего мира.
Участников набега отослали домой, где их совершенно справедливо демобилизовали, старших же офицеров приговорили к разным срокам тюремного заключения. Сесила Родса не наказали — он сохранил членство в Тайном совете, и его «Чартерд компани» продолжило корпоративное существование. Это было непоследовательно и не поставило точки в деле. Как сказал Крюгер, «нужно наказывать не собаку, а человека, который её на меня натравил». Общественное мнение британских колоний склонялось к мнению, что поскольку отношение голландцев Капской колонии империи уже враждебно, то небезопасно отталкивать ещё и британских африканеров, превращая в мученика их лидера. Но каковы бы ни были доводы в пользу целесообразности, буров сильно возмутила неприкосновенность Родса.
В это же время руководство Трансвааля выказало к политическим заключённым из Йоханнесбурга большую суровость, чем к вооружённым соратникам Джеймсона в количестве 63 человек (двадцать три англичанина, шестнадцать южноафриканцев, девять шотландцев, шесть американцев, два валлийца, один ирландец, один австралиец, один голландец, один баварец, один канадец, один швейцарец и один турок). Суд над ними состоялся только в конце апреля. Всех признали виновными в государственной измене. Лайонела Филлипса, полковника Родса (Сесила Родса), Джоржа Фаррара и мистера Хаммонда, американского инженера, приговорили к смертной казни (этот приговор впоследствии смягчили, заменив выплатой огромного штрафа). Другим пленникам назначили по два года тюремного заключения и штраф 2000 фунтов.
Заключение, по свидетельству участников событий, было в высшей степени тяжкое и мучительное, его усугубляла грубость тюремного надзирателя Дю-Плесси. Один из заключённых перерезал себе горло, а несколько человек серьёзно заболели вследствие ужасного питания и антисанитарных условий. Наконец в конце мая всех узников, за исключением шести, освободили. Вскоре за ними последовали ещё четверо из этих шести, а двое непреклонных, Сэмпсон и Дэвис, отказывавшиеся подписывать какие-либо прошения, оставались в тюрьме до 1897 года. Правительство Трансвааля в виде штрафов получило от политических узников в целом огромную сумму в 212 000 фунтов стерлингов.
Великобритании был предъявлен счёт на 1 677 938 фунтов 3 шиллинга 3 пенса, в большей части за «моральный и интеллектуальный ущерб».

## Последствия
После рейда Джеймсона правительство Трансвааля могло продолжать ужесточать свою политику по отношению к ойтландерам и проводить более жёсткую внешнюю политику, всегда имея возможность указывать на набег, который все оправдывал. Предоставление ойтландерам избирательного права после вторжения казалось немыслимым, огромные закупки вооружения и подготовка к войне обосновывались мерами предосторожности против следующего набега. Это вторжение сделало невозможным прогресс в англо-бурских отношениях, британское правительство оказалось под подозрением и с подмоченной репутацией.
Враждебные чувства подогревала пришедшая 3 января 1896 от германского императора Вильгельма II так называемая «телеграмма Крюгеру». Он поздравлял Пауля Крюгера с победой над «вооружённой бандой» и предлагал поддержку. Рейд способствовал заключению между Трансваалем и Оранжевым Свободным государством союза в 1897 году. Ян Смэтс писал в 1906 году об этом рейде: «Рейд Джеймсона был настоящим объявлением войны… И это так, несмотря на последовавшие четыре года перемирия… агрессоры консолидировали свои силы… защитники, в свою очередь, молча и сурово готовились к неизбежному».
После англо-бурской войны Джеймсон стал премьер-министром Капской колонии (1904-08) и одним из основателей Южно-Африканского Союза. В 1911 году ему был присвоен титул баронета, в 1912 он возвратился в Англию, где и умер в 1917 году. Он был похоронен рядом с Сесилом Родсом и 34 солдатами Шанганского дозора (погибшими в 1893 году в первой войне с матабеле при Матобо Хиллс около Булавайо). Стихотворение Р. Киплинга «Если…» вдохновлено жизнью Джеймсона и его страданиями в ходе рейда и моральному осуждению после.